# Donskiye Islands
Die Donskiye Islands (englisch; russisch Острова Донские Ostrowa Donskije, deutsch ‚Doninseln‘; norwegisch Mulvikholmane ‚Maulbuchtinseln‘) sind eine Inselgruppe vor der Ingrid-Christensen-Küste des ostantarktischen Prinzessin-Elisabeth-Lands. Sie liegen vor der Breidnes-Halbinsel in den Vestfoldbergen.
Norwegische Kartographen kartierten sie 1946 anhand von Luftaufnahmen der Lars-Christensen-Expedition 1936/37. Weitere Luftaufnahmen entstanden bei der US-amerikanischen Operation Highjump (1946–1947), bei einer sowjetischen Antarktisexpedition im Jahr 1956 und bei den Australian National Antarctic Research Expeditions in den Jahren 1957 und 1958. Das Antarctic Names Committee of Australia übertrug die russische Benennung 1973 in einer Teilübersetzung ins Englische.